# Kevin Quinn (neonazi)
Kevin Quinn (nasceu em 1965) é um neonazi inglês e o atual líder da November 9th Society (N9S).
Quinn nasceu em Northampton.[carece de fontes?]
Quinn inicialmente serviu como Diretor de Segurança e guarda-costas pessoal para Terry Flynn, o fundador do movimento, até ele tornar-se líder, tomando o título de Diretor National em 2000.[carece de fontes?] Conforme os registros das Comissões Eleitorais dos partidos políticos, de agosto de 2004, ele foi Líder do Partido, nomeando fiscal e tesoureiro da British First Party até o "cancelamento voluntario" em 28 de julho de 2010.
Em 2005, um membro do Combat 18, Quinn foi acusado com cópias distribuídas de The Longest Hatred: an examination of anti-gentilism, um livro que foi efetivamente banido quando Lady Jane Birdwood foi condenada pela distribuição desse livro. Ele se declarou culpado pela posse de material racista e teve uma sentença suspendida, embora tentativas de provar ligações ao Racial Volunteer Force não foram buscadas.
Em setembro de 2008, Quinn apareceu antes nas Cortes da Coroa de St Albans numa queixa da desordem pública de agravado índole racial. A queixa relatada para um incidente em South Oxhey em 1 de dezembro de 2007 quando alegou que ele abusou de transeuntes de minoria étnica da lista da British First Party que ele havia montado na área. O júri faliu em concordar num veredito, mas ele foi condenado e recebeu uma sentença de seis meses de prisão suspendida em um novo julgamento nas Cortes da Coroa de St Albans em abril de 2009.